# Märta Helena Reenstierna

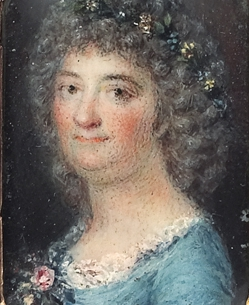
Märta Helena Reenstierna, Miniaturporträt von 1796

Märta Helena Reenstierna (* 16. September 1753 in Håkantorp, Hov förs, Älvsborgs län; † 12. Januar 1841 in Årsta, Brännkyrka), verheiratete von Schnell, war eine schwedische Gutsherrin, die unter dem Namen Årstafrun (Herrin von Årsta) als Autorin von Tagebüchern bekannt wurde, die ab 1946 postum gedruckt wurden. Diese Zeitdokumente sind heute von großem kulturhistorischen Interesse, denn sie geben ein lebensnahes und realistisches Porträt des damaligen Alltags in Schweden wieder.

## Leben
Im September 1772 kam die 19-jährige Reenstierna von Småland nach Stockholm und wurde kurz darauf mit dem doppelt so alten Rittmeister Christian Henrik von Schnell (1733–1811) bekannt. Ein Jahr später heirateten sie und Reenstierna zog auf dem Gutshof Årsta ein, der sich im heutigen südlichen Stockholmer Bezirk Årsta befand. Von im Lauf der Zeit geborenen vier Töchtern und vier Söhnen erreichte nur ihr Sohn Hans Abraham das Erwachsenenalter. Christian von Schnell starb 1811 und ihr verbliebener Sohn kam 1812 nur 32-jährig bei einem Unfall durch Trunkenheit um. Nach diesen Ereignissen war sie gezwungen, den Hof bis zu ihrem Tod 1841 allein zu bewirtschaften.
1793 begann Märta Helena ihr Tagebuch zu führen. Von 1793 bis 1839 schrieb sie fast täglich über das Leben auf dem Gutshof in Årsta. Sie berichtete über Festtage und den Alltag, den Verlauf des Jahres, über Freude und Leid. Es gibt Notizen über Treffen mit dem Freund Carl Michael Bellman und Kommentare über die Französische Revolution. In den letzten Lebensjahren verschlechterte sich ihre Sehfähigkeit und schließlich war sie fast blind, so dass sie gezwungen war, 1839 mit dem Schreiben aufzuhören.
Die Årsta-Tagebücher umfassen mehrere Bände (ca. 5000 Seiten) und wurden 1946 von ihrer Familie dem Nordiska Museet übergeben. Abschriften der Tagebücher sind in dessen Archiv und der Bibliothek der Öffentlichkeit zugänglich. Die Tagebücher wurden ab 1946 zunächst von Sigurd Emanuel Erixon herausgegeben. Sie waren Grundlage und Inspiration für mehrere historische Romane des Schriftstellers Lars Widding, darunter På Årstafruns tid (deutsch: Zur Zeit der Herrin von Årsta) von 1969.

## Tagebuch
- Arstadagboken; journaler från åren 1793–1839 (Sigurd Emanuel Erixon (Hrsg.)), Stockholm, Generalstabens litografiska anstalts förlag, 1946–53